# Episodi di One Mississippi (seconda stagione)
La seconda e ultima stagione della serie televisiva One Mississippi, composta da 6 episodi, è stata interamente pubblicata a livello globale l'8 settembre 2017 in tutti i territori in cui Amazon Video è disponibile.
| n° | Titolo originale          | Titolo italiano                        | Pubblicazione USA | Pubblicazione Italia |
| -- | ------------------------- | -------------------------------------- | ----------------- | -------------------- |
| 1  | I Want To Hold Your Hand  | Voglio tenerti la mano                 | 8 settembre 2017  | 8 settembre 2017     |
| 2  | Into the Light            | Allo scoperto                          | 8 settembre 2017  | 8 settembre 2017     |
| 3  | Kiss Me and Smile For Me  | Baciami e fammi un sorriso             | 8 settembre 2017  | 8 settembre 2017     |
| 4  | Who Do You Think You Are? | Chi ti credi di essere?                | 8 settembre 2017  | 8 settembre 2017     |
| 5  | Can't Fight This Feeling  | Non posso combattere questa sensazione | 8 settembre 2017  | 8 settembre 2017     |
| 6  | I'm Alive                 | Sono vivo                              | 8 settembre 2017  | 8 settembre 2017     |